# Порту (Пиауи)

Порту на карте штата.

Порту (порт. Porto) — муниципалитет в Бразилии, входит в штат Пиауи. Составная часть мезорегиона Север штата Пиауи. Входит в экономико-статистический микрорегион Байшу-Парнаиба-Пиауиенси. Население составляет 11 897 человек на 2010 год. Занимает площадь 252,715 км². Плотность населения — 47,08 чел./км².

## Демография
Согласно сведениям, собранным в ходе переписи 2010 г. Национальным институтом географии и статистики (IBGE), население муниципалитета составляет:
| Полное население                               | Полное население                               | Полное население                               | Полное население                               | 11 897 |
| ---------------------------------------------- | ---------------------------------------------- | ---------------------------------------------- | ---------------------------------------------- | ------ |
| в том числе:                                   | Городское население                            | 7503                                           | Процент городского населения, %                | 63,07  |
|                                                | Сельское население                             | 4394                                           | Процент сельского населения, %                 | 36,93  |
|                                                | Мужское население                              | 6009                                           | Процент мужского населения, %                  | 50,51  |
|                                                | Женское население                              | 5888                                           | Процент женского населения, %                  | 49,49  |
| Плотность населения, чел/км²                   | Плотность населения, чел/км²                   | Плотность населения, чел/км²                   | Плотность населения, чел/км²                   | 47,08  |
| Население муниципалитета в % к населению штата | Население муниципалитета в % к населению штата | Население муниципалитета в % к населению штата | Население муниципалитета в % к населению штата | 0,38   |

По данным оценки 2016 года, население муниципалитета составляет 12 284 жителя.

## История
Город основан 25 июня 1920 года.

## Статистика
- Валовой внутренний продукт на 2003 год составляет 14 518 497 реалов (данные: Бразильский институт географии и статистики).
- Валовой внутренний продукт на душу населения на 2003 год составляет 1320,22 реалов (данные: Бразильский институт географии и статистики).
- Индекс развития человеческого потенциала на 2000 год составляет 0,528 (данные: Программа развития ООН).

## География
Климат местности: тропический.